# Utetheisa dilutior
Utetheisa dilutior är en fjärilsart som beskrevs av Rothschild 1910. Utetheisa dilutior ingår i släktet Utetheisa och familjen björnspinnare. Inga underarter finns listade i Catalogue of Life.